# Metropolia Ende
Metropolia Ende – jedna z 10 metropolii Kościoła Rzymskokatolickiego w Indonezji. Została erygowana 3 stycznia 1961.

## Diecezje
- Archidiecezja Ende
  - Diecezja Denpasar
  - Diecezja Labuan Bajo
  - Diecezja Larantuka
  - Diecezja Maumere
  - Diecezja Ruteng

## Metropolici
- Gabriel Manek (1961–1968)
- Donatus Djagom (1968–1996)
- Longinus Da Cunha (1996–2006)
- Vincentius Sensi Potokota (od 2007)